# Oreodera semiporosa
Oreodera semiporosa är en skalbaggsart som beskrevs av Friedrich F. Tippmann 1960. Oreodera semiporosa ingår i släktet Oreodera och familjen långhorningar. Inga underarter finns listade i Catalogue of Life.